# Achraf Moutii
Achraf Moutii, né le 4 décembre 1996, est un judoka marocain.

## Carrière
Il est médaillé d'or dans la catégorie des moins de 81 kg aux Jeux panarabes de 2023.

## Palmarès
| Année | Compétition             | Lieu         | Résultat | Catégorie      |
| ----- | ----------------------- | ------------ | -------- | -------------- |
| 2017  | Jeux de la Francophonie | Abidjan      | 2e       | Moins de 81 kg |
| 2018  | Championnats d'Afrique  | Tunis        | 2e       | Moins de 81 kg |
| 2019  | Championnats d'Afrique  | Le Cap       | 3e       | Moins de 81 kg |
| 2020  | Championnats d'Afrique  | Antananarivo | 3e       | Moins de 81 kg |
| 2021  | Championnats d'Afrique  | Dakar        | 1er      | Moins de 81 kg |
| 2022  | Championnats d'Afrique  | Oran         | 1er      | Moins de 81 kg |
| 2023  | Championnats d'Afrique  | Casablanca   | 1er      | Moins de 81 kg |
| 2023  | Jeux panarabes          | Alger        | 1er      | Moins de 81 kg |
| 2025  | Championnats d'Afrique  | Abidjan      | 1er      | Moins de 90 kg |